# Cixidia colorata
Cixidia colorata är en insektsart som först beskrevs av Van Duzee 1908.  Cixidia colorata ingår i släktet Cixidia och familjen vedstritar. Inga underarter finns listade i Catalogue of Life.